# SN 2010ep
SN 2010ep – supernowa odkryta 25 maja 2010 roku w galaktyce A160108+3450. W momencie odkrycia miała maksymalną jasność 18,10m.